# Itapema
Itapema ist eine Stadt im brasilianischen Bundesstaat Santa Catarina. Sie hatte im Jahr 2020 geschätzt 67.338 Einwohner. Beim letzten Zensus waren es im Jahr 2010 noch 45.797 Menschen.

## Geografie
Itapema befindet sich an der Nordküste von Santa Catarina im Süden von Brasilien. Durch Itapema fließen die Flüsse Bela Cruz und Perequê.

## Geschichte
Die Stadt wurde Anfang des 19. Jahrhunderts von Einwanderern aus Portugal besiedelt. Ihre Kultur ist mit den Azoren verbunden.

## Bauwerke
Die Kapelle São João Batista (Johannes der Täufer) stammt aus dem Jahr 1946 und befindet sich auf einem Hügel. Über den Fluss Bela Cruz erstreckt sich nahe der Küste die Ponte dos Suspiros (Seufzerbrücke), die aus steinernen Bögen besteht. Vom 26 Meter hohen Aussichtsturm Mirante do Encanto kann man die Stadt und den Atlantik überblicken.

## Kultur und Freizeit
Der Parque das Capivaras am Perequê ist ein Schutzgebiet für Capybaras. Der Parque Calçadão liegt direkt am Ufer. Eine weitere Sehenswürdigkeit ist die Gruta Nossa Senhora dos Navegantes (Grotte unserer Lieben Frau und der Seefahrer) am Strand von Bairro Meia.

## Sport
Am Strand von Itapema fanden 2018 und 2019 Turniere der FIVB World Tour, der internationalen Beachvolleyball-Turnierserie, statt.